# 汉志铁路
汉志铁路（土耳其語：Hicaz Demiryolu），奥斯曼帝国苏丹兼哈里发阿卜杜勒·哈米德二世下令修建的一条铁路，起自大马士革，终点至汉志首府麦地那，中途包括一條通往海法的支線，总长1,300公里。原设计终点为麦地那以南400公里的麦加，并在将来向南延伸到也门的萨那。
汉志铁路的轨距为1,050毫米，属于单线窄轨铁路。
根据奥斯曼帝国的官方说法，修建汉志铁路的目的是为了方便全世界穆斯林去麦加朝觐，但该铁路的军事意义比宗教意义更为重要(防止阿拉伯人独立)。在其300万土耳其镑的建造经费中，有三分之一来自各国穆斯林的捐款。实际上德国人为这条铁路提供了工程设计和指导，他们希望通过这条铁路将德国的影响力渗透到汉志和也门地区。这与同时期德国计划修建的巴格達鐵路（柏林至巴格达）属于同一目的。由于这一因素的影响，汉志铁路的修建遭到了英国及汉志地方封建贵族的阻挠。1908年9月1日，铁路修至麦地那，后续工作被迫终止。1913年，在大马士革修建了汉志铁路的终点站——汉志车站。

汉志铁路通车之后就一直受到阿拉伯部落的袭击，奥斯曼帝国从未能有效控制铁路周边的地区。为了保护铁路的安全，奥斯曼帝国在铁路沿途设立了很多兵站、加水站和哨所。1916年阿拉伯起义爆发后，英国军官劳伦斯率领阿拉伯部队对汉志铁路展开了破坏性的游击战。至第一次世界大战结束时，汉志铁路在汉志境内的路段已完全停止运营。1919年之后汉志王国与内志王国展开战争，也无暇重开铁路。汉志铁路在汉志境内的路段基本全被拆除，只留下了路基。
汉志铁路在叙利亚和约旦境内的路段至今仍在运营，一段从大马士革至安曼，另外一段原来是汉志铁路的支线，从马安通往亚喀巴。沙特阿拉伯境内还有残存的若干小段铁路、车站、路基，作为旅游观光项目。某些地方还可找到阿拉伯起义时被炸毁的机车残骸。

## 圖集

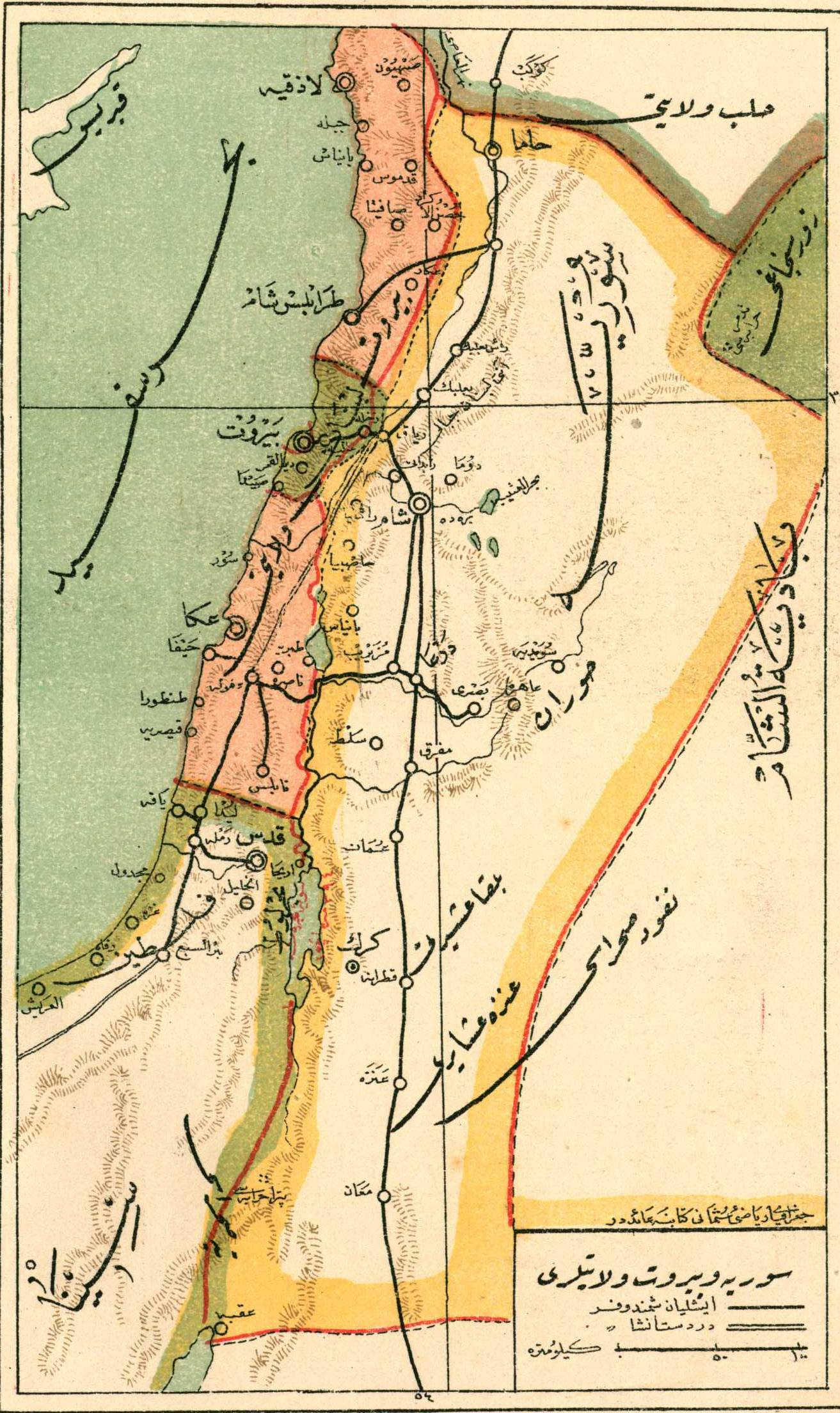
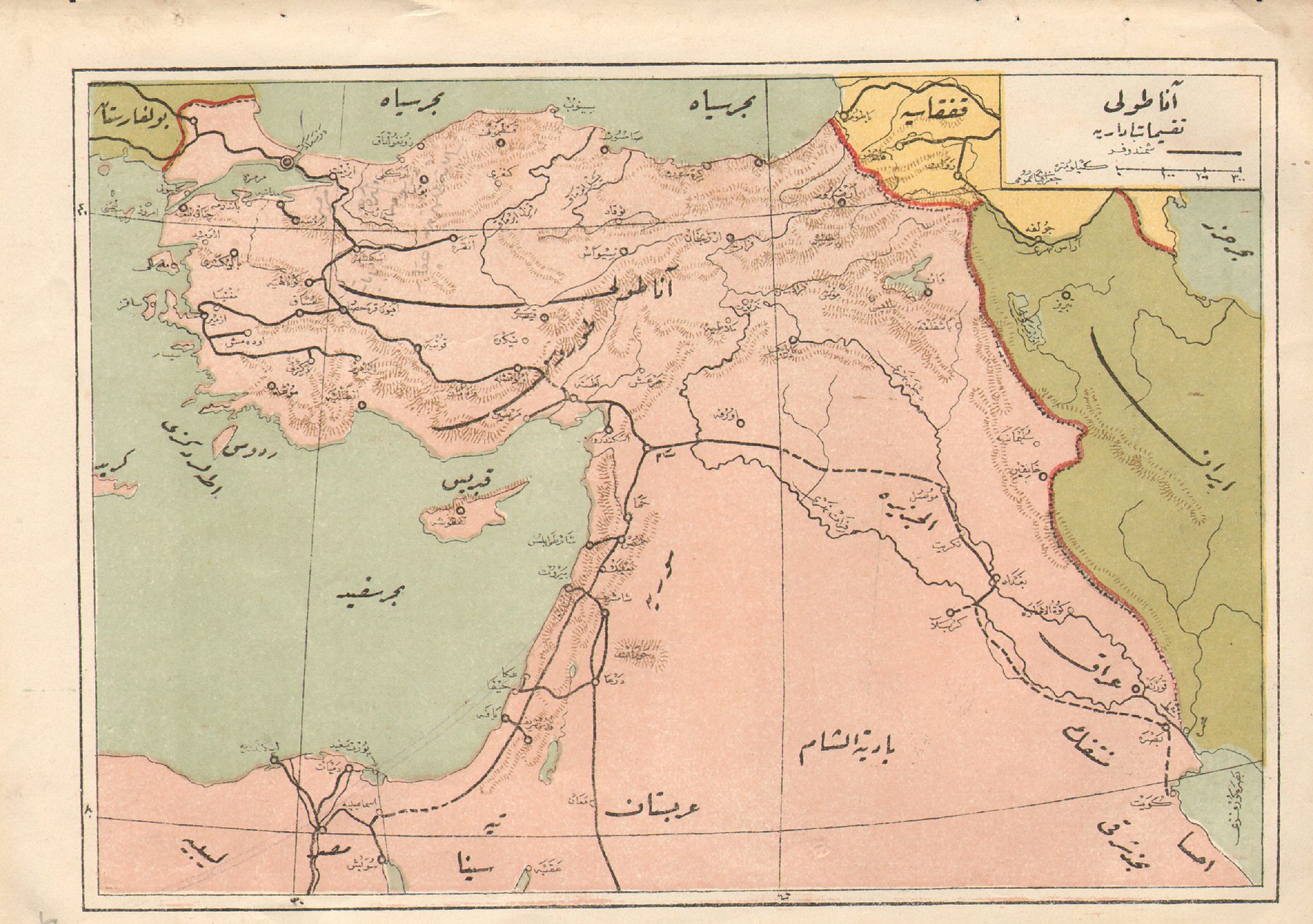
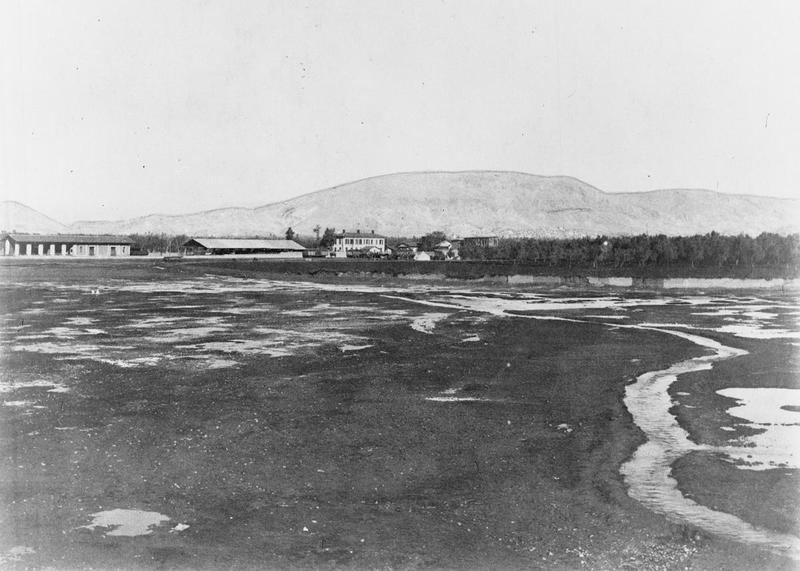
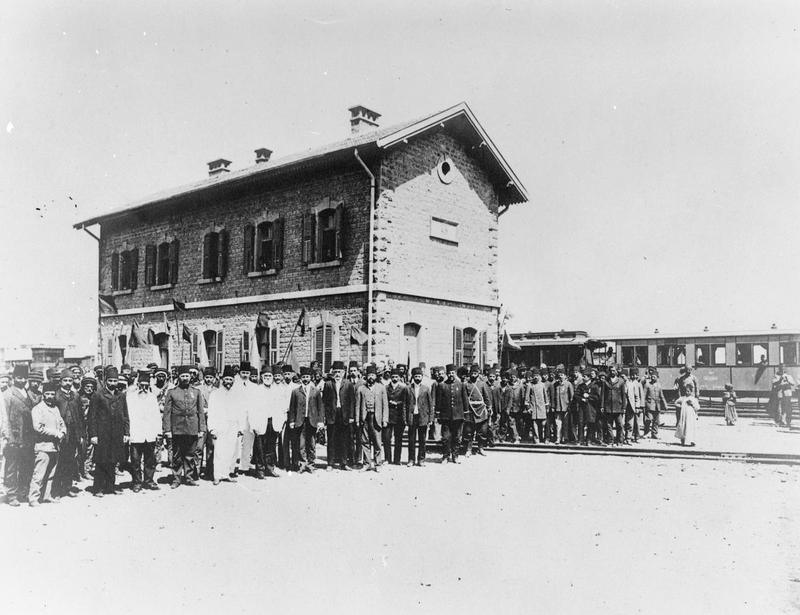
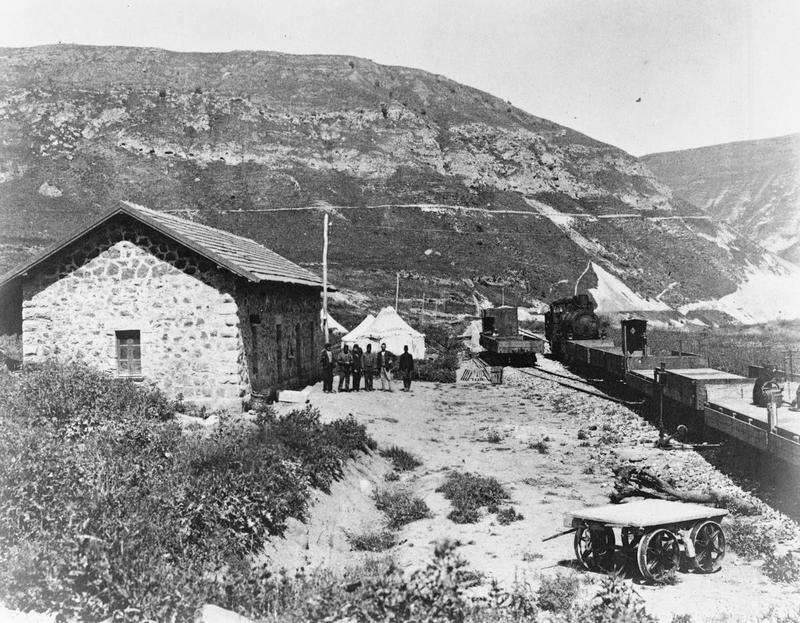
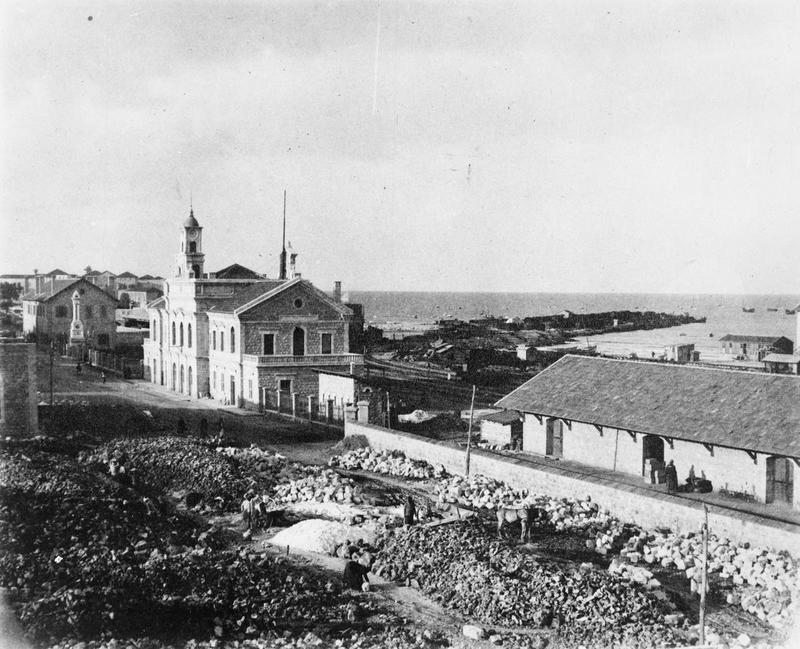
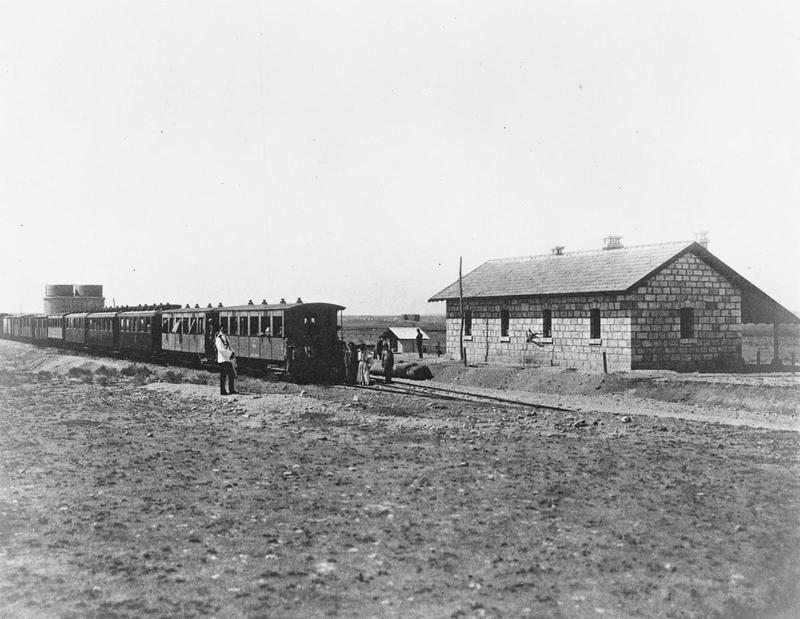
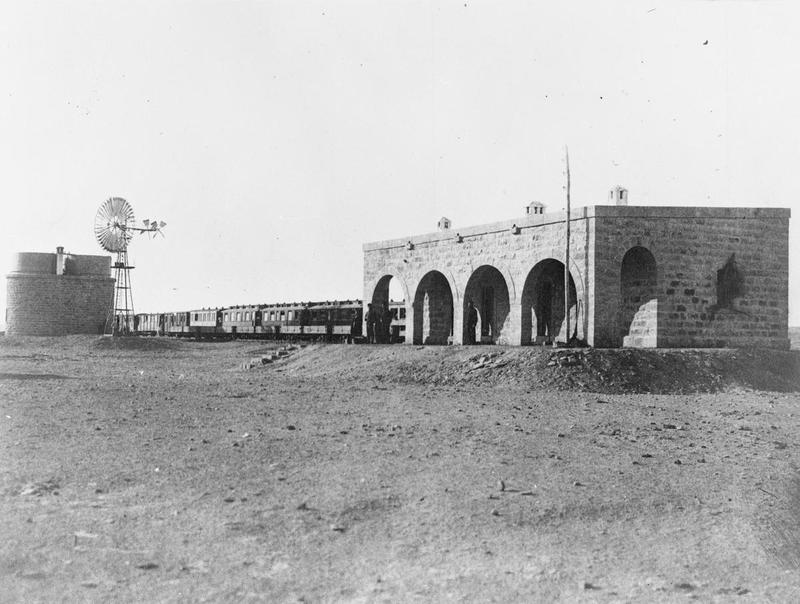
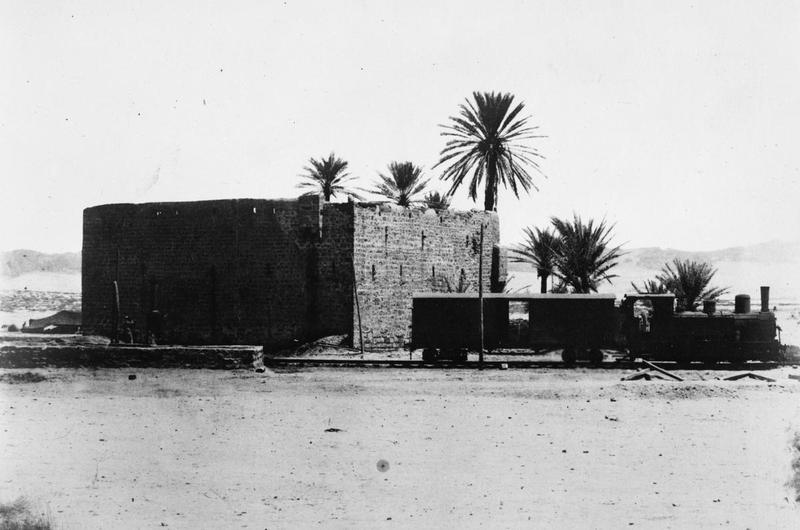
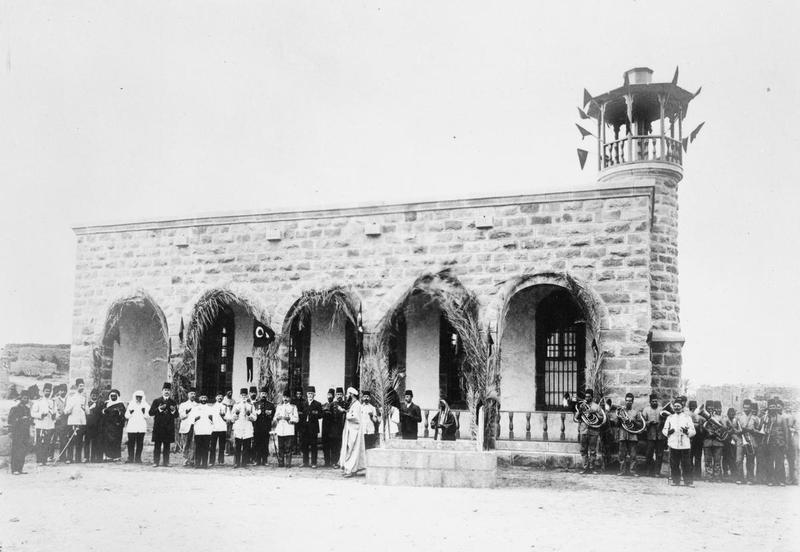
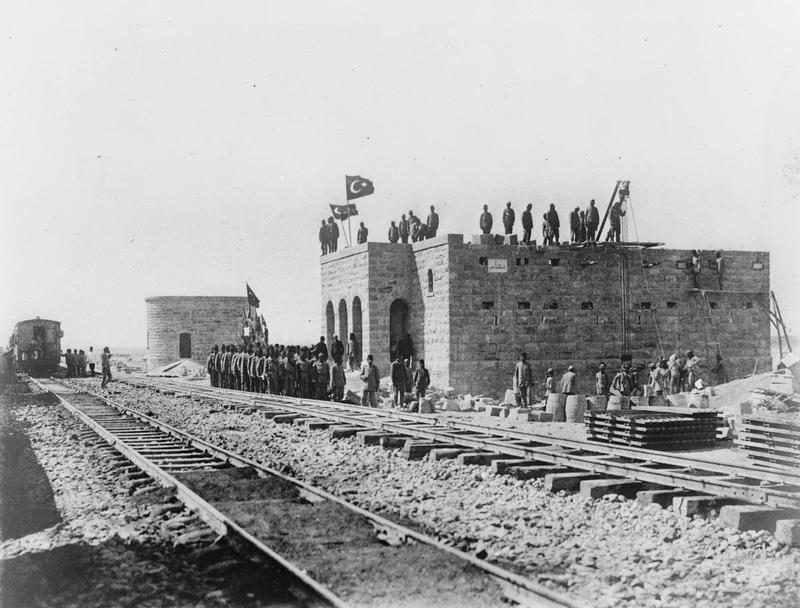
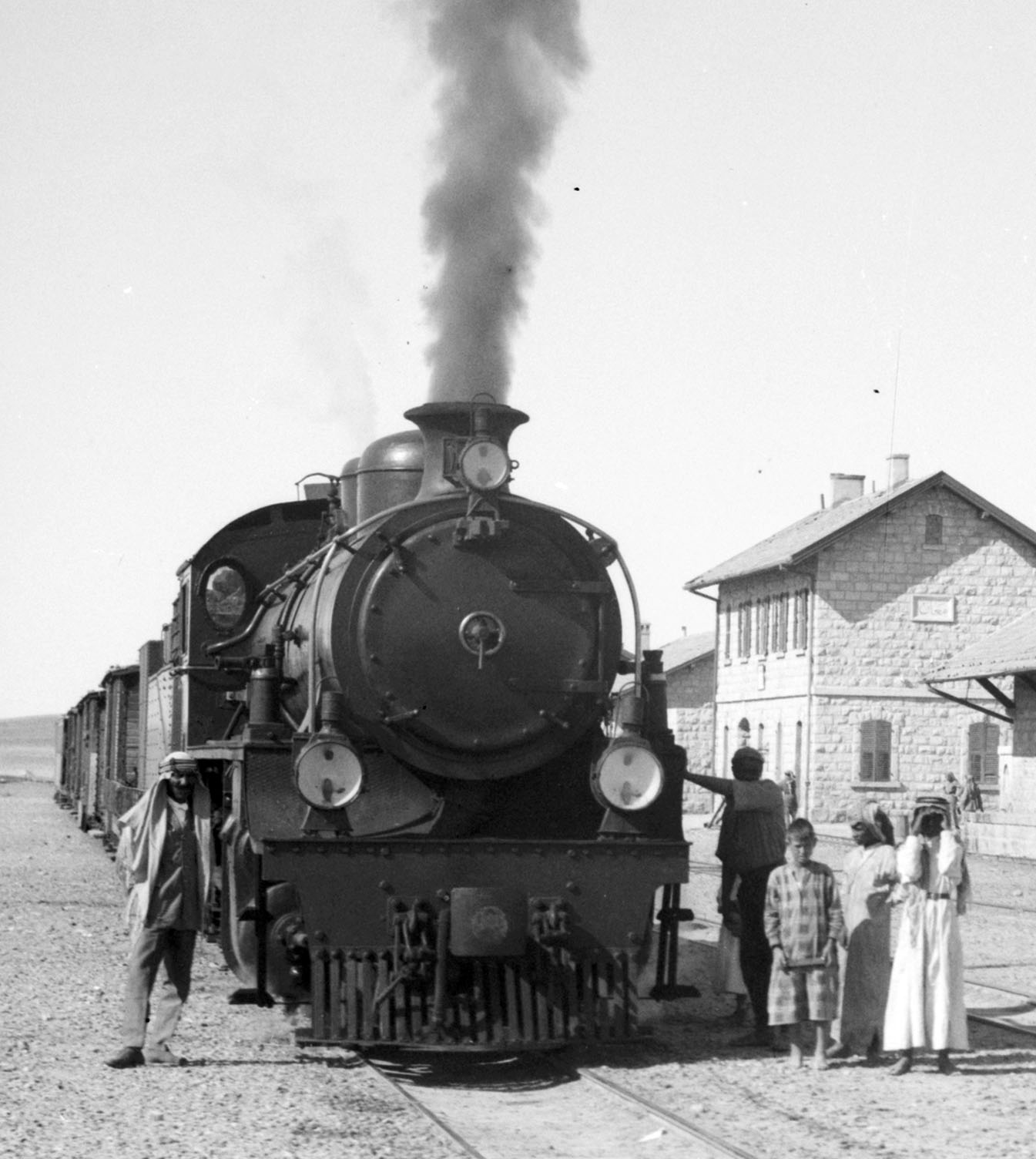
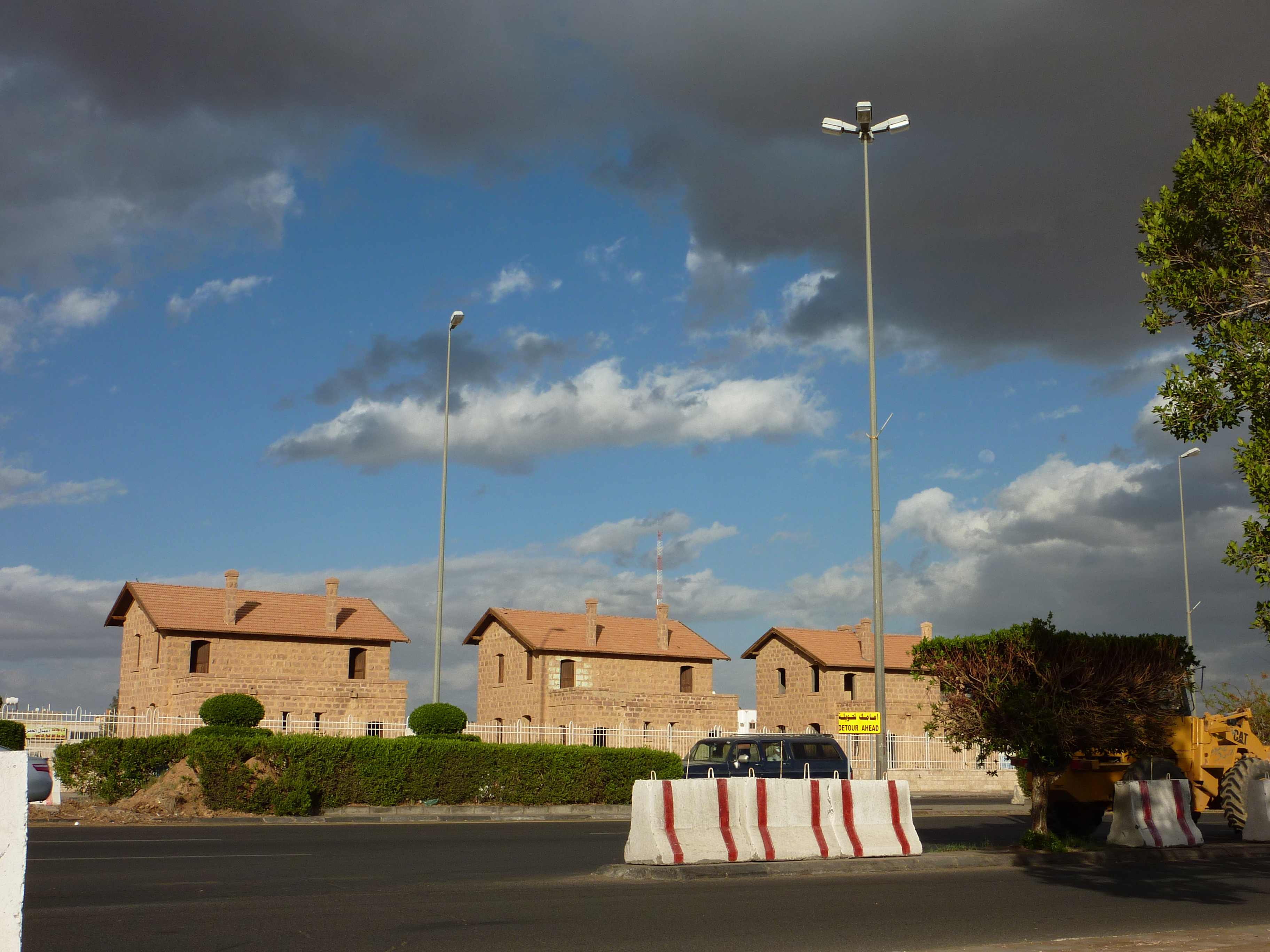
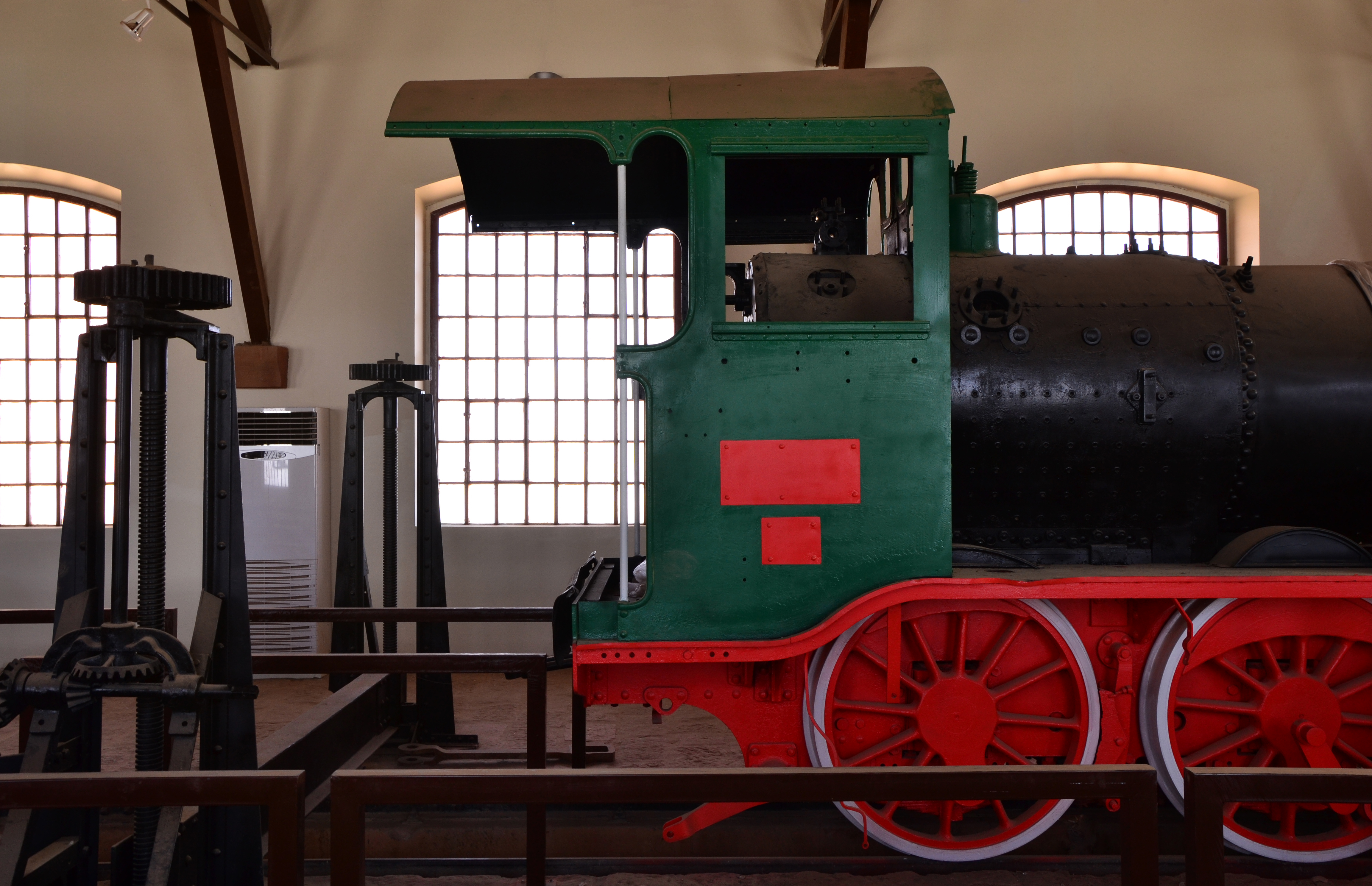
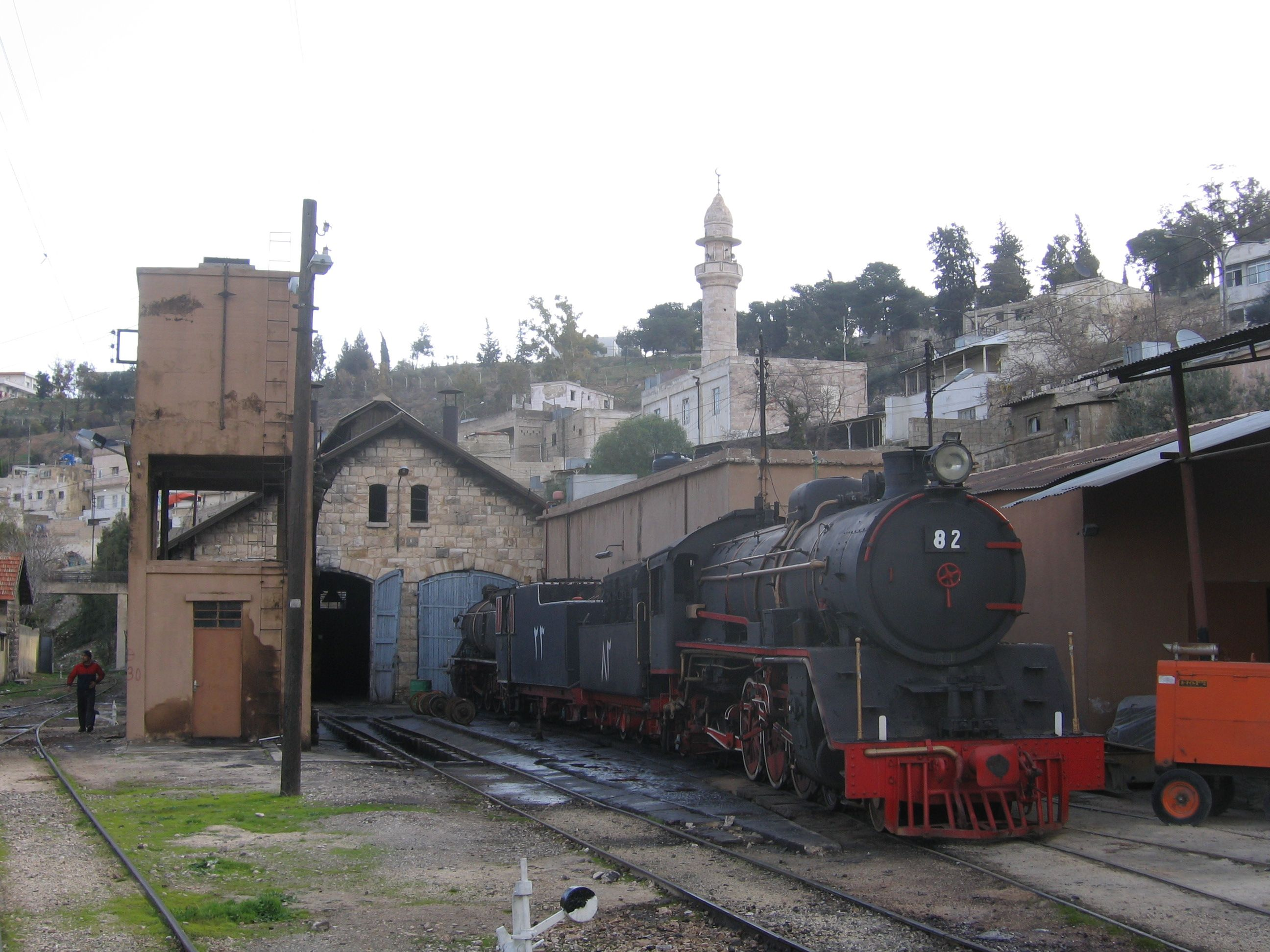
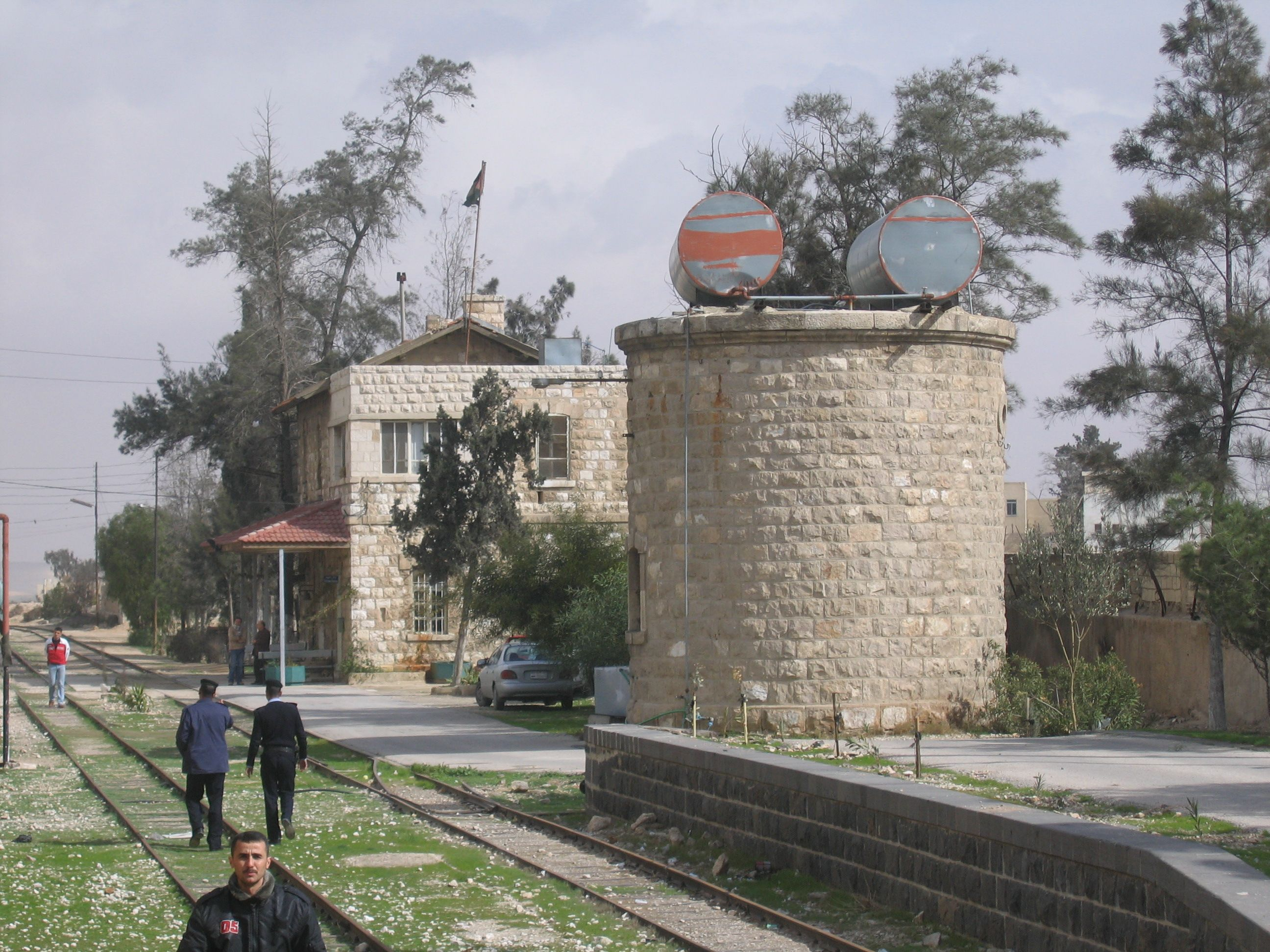
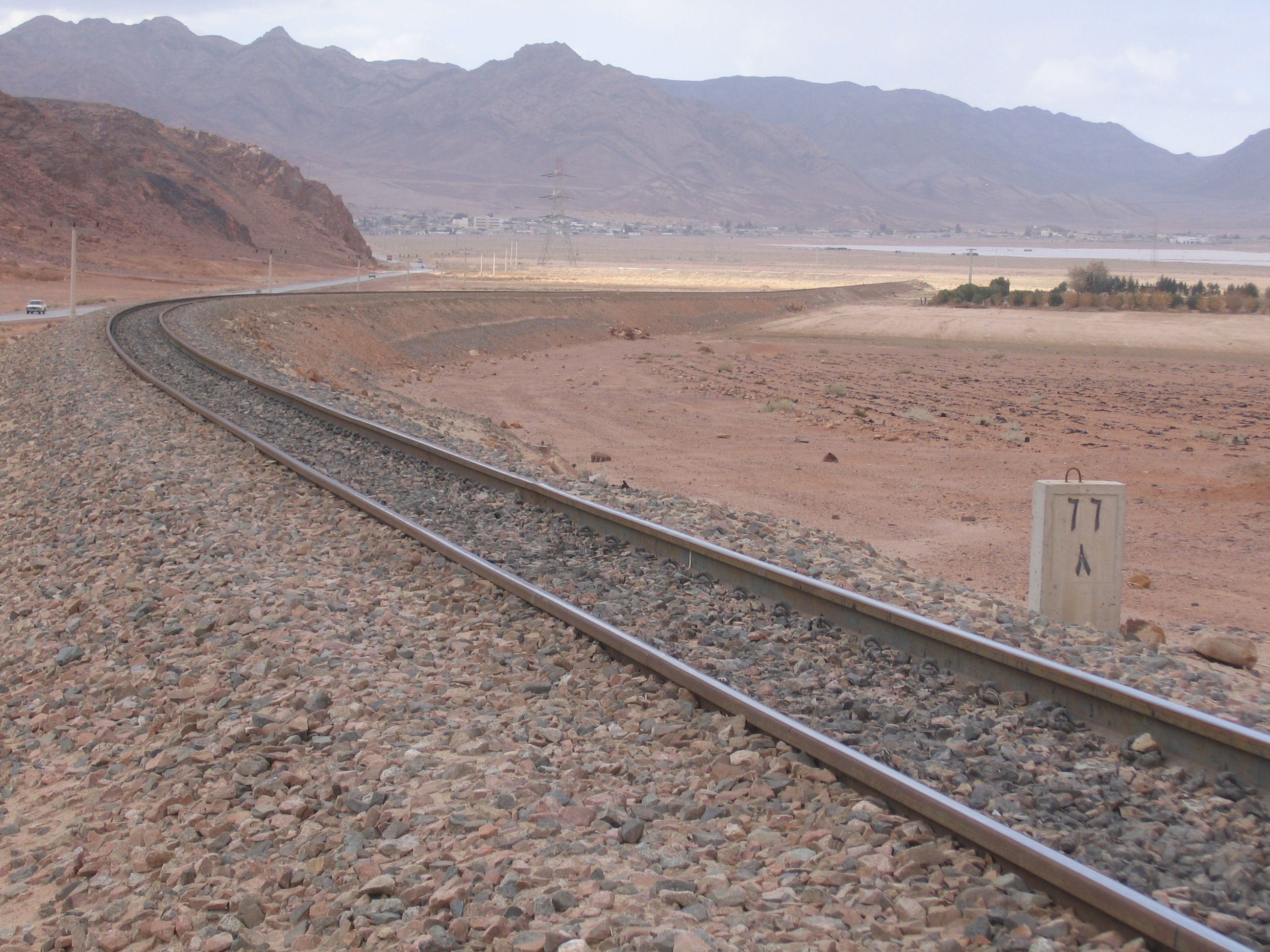
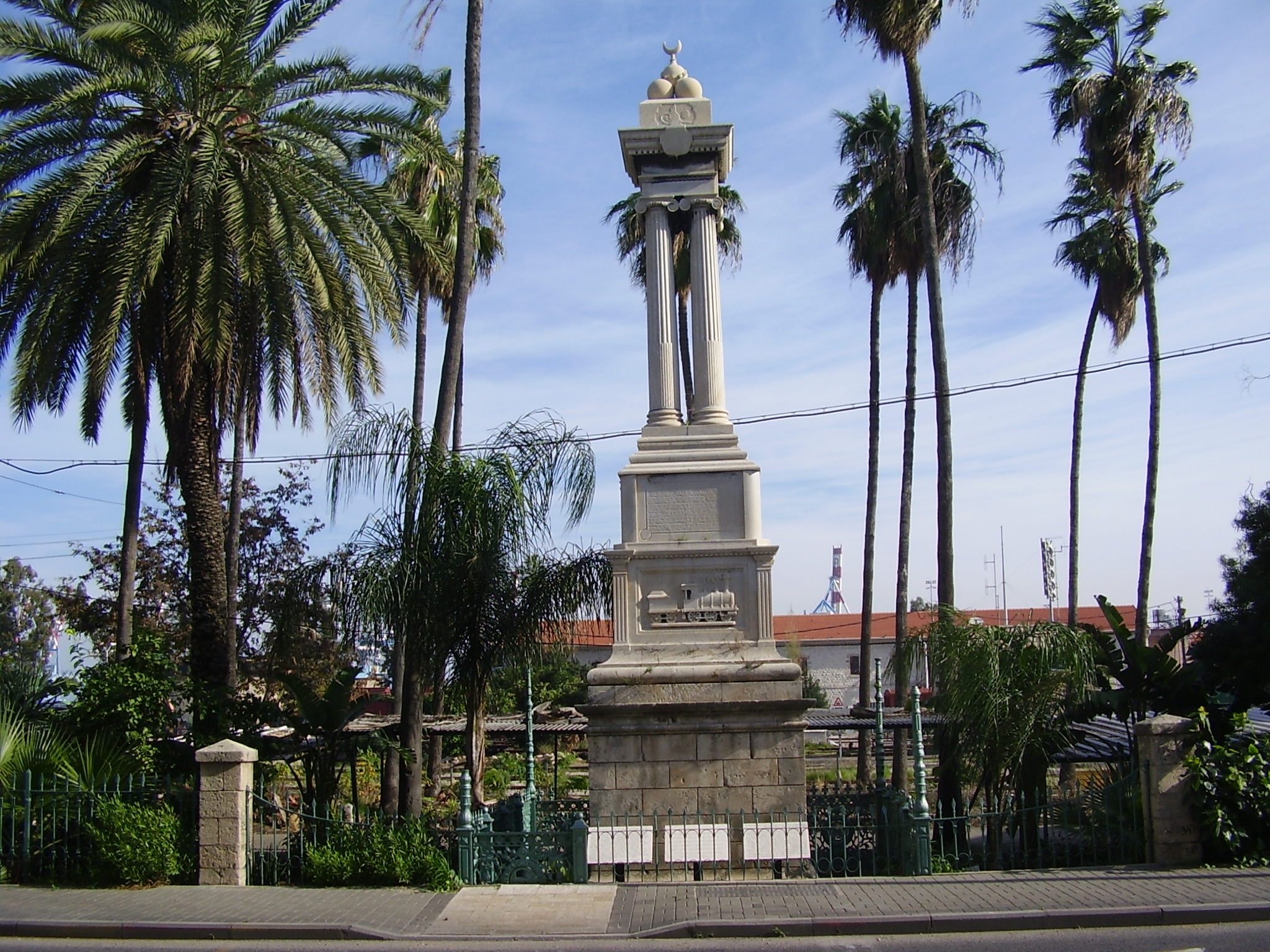
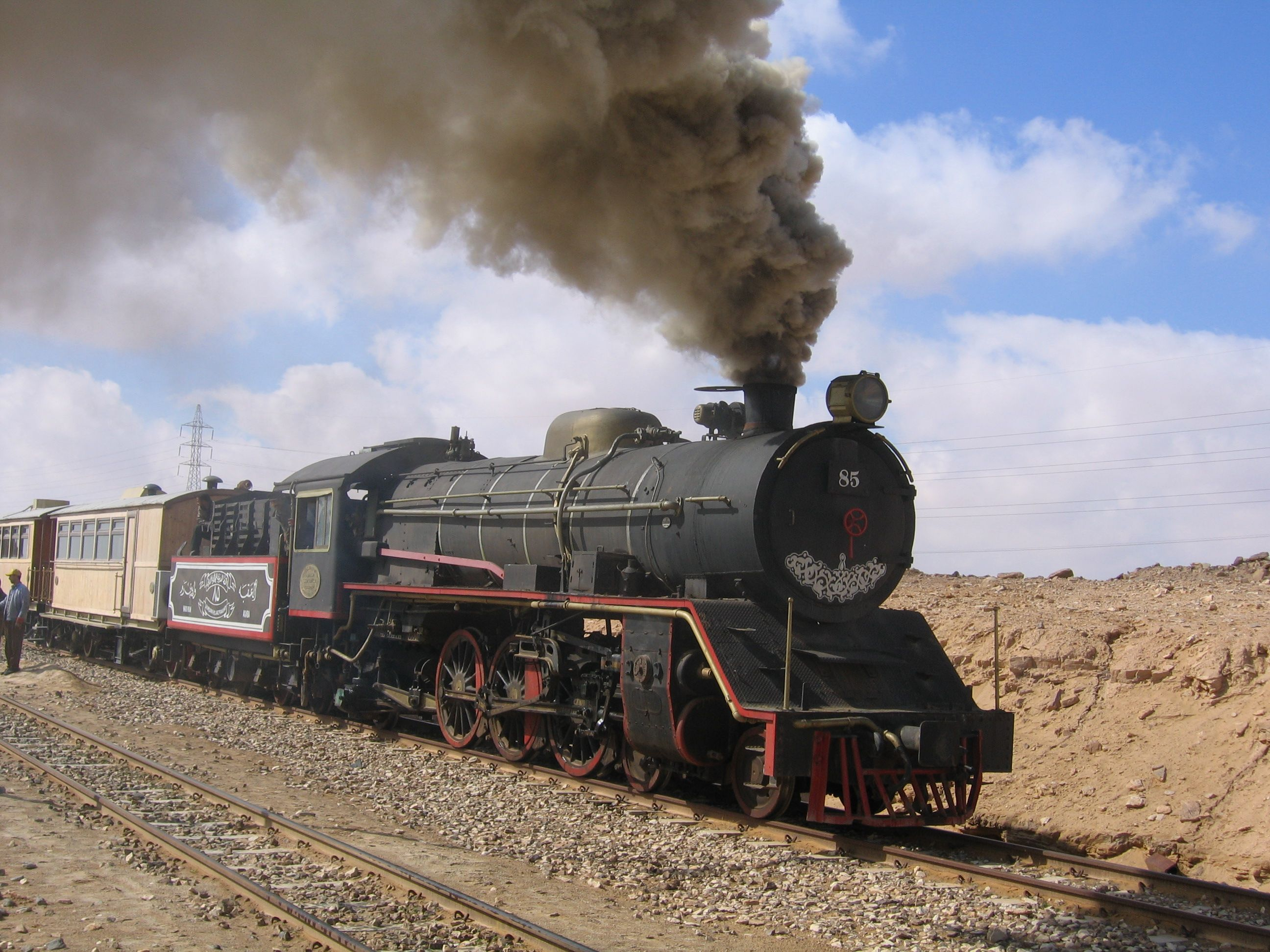

## 外部連結
- 漢志鐵路 （页面存档备份，存于）